# Liste von Baggerseen
Ein Baggersee ist ein künstlicher, kleiner See, der durch Ausbaggerung von Sand- und Kiesablagerungen entstanden ist und meist von Grundwasser gespiesen wird.

## Baggerseen in Deutschland (Auswahl)
Baggerseen in Deutschland sind beliebte Naherholungsgebiete zum Schwimmen, Baden und für verschiedene Wassersportarten wie Bootsfahrten, Windsurfen oder Wasserski. Viele Baggerseen entwickelten sich im Laufe der Zeit auch zu wertvollen Lebensräumen für Tiere wie Fische und Vögel.

### Baden-Württemberg
- Epplesee (Rheinstetten)
- Ersinger Baggerseen (Oberdischingen)
- Baggersee Kirchentellinsfurt
- Baggersee Mannheim-Rheinau
- Riedsee (Donaueschingen)

### Bayern
- Baggersee Hirschaid / Neubert-See
- Baggerseen Senden
- Friedberger Baggersee
- Schweinfurter Baggersee
- Baggersee Hohenwart
- Baggersee Schönbrunn
- Feringasee (Unterföhring)
- Karlsfelder See
- Langwieder Seenplatte (Gröbenzell)
- Mallertshofer See (Oberschleißheim)
- Peracher Badesee
- Baggersee Perlesreut
- Weicheringer See (Karlshuld)

### Berlin
- Flughafensee (Tegel)
- Arkenberger Baggersee (Blankenfelde)

### Nordrhein-Westfalen
- Tuttenbrocksee (Beckum)
- Elfrather See (Krefeld)
- Frühlinger See (Köln-Fühlingen)
- Otto-Maigler-See (Hürth)
- Auesee (Wesel)
- Entenfang (Mülheim an der Ruhr)
- Diersfordter Waldsee (Wesel)
- Elbsee (Düsseldorf)
- Sechs-Seen-Platte: Wolfssee, Masurensee, Böllertsee, Wildförstersee, Wambachsee, Haubachsee (Duisburg)

### Rheinland-Pfalz
- Blaue Adria (Altrip)
- Engerseer Feld: Kannsee, Steinsee und Silbersee (Neuwied)

## Tagebauseen in Deutschland (Auswahl)
In Deutschland gibt es nebst den aus ehemaligen Kies- und Sandgruben entstandenen Baggerseen viele Tagebauseen resp. Tagebaurestsee. Diese sind durch die Flutung von meist ehemaligen Braunkohlebergwerken entstanden. Tagebauseen zählen zu den größten künstlichen Seenlandschaften Deutschlands, unterscheiden sich aber in ihrer Entstehung vom klassischen (Grundwasser-)Baggersee.

### Bayern
- Murnersee
- Steinberger See
- Brückelsee
- Edlmannsee

### Brandenburg
- Senftenberger See (Speicherbecken Niemtsch)
- Grünewalder See
- Helene-See
- Gräbendorfer See
- Schlabendorfer See
- Bergheide See
- Groß Düben See
- Klinger See
- Ilse-See (Tagebau Meuro)
- Cottbuser See (Tagebau Cottbus Nord)

### Hessen
- Borkener See
- Wölfersheimer See
- Singliser See
- Barbarasee (Sachsensee)

### Niedersachsen
- Helmstedter See (Tagebau Helmstedt)
- Schöninger See

### Nordrhein-Westfalen
- Garzweiler See (Tagebau)
- Hambacher See (Tagebau)
- Zülpicher Wassersportsee
- Ville-Seen (mehrere kleine Tagebaurestseen: u. a. Liblarer See, Bleibtreusee)
- Donatussee

### Sachsen
- Bärwalder See
- Berzdorfer See
- Dreiweibern See
- Knappensee
- Olbersdorfer See
- Sedlitzer See
- Zwenkauer See
- Cospudener See
- Markkleeberger See
- Störmthaler See

### Sachsen-Anhalt
- Geiseltalsee
- Concordia See
- Golpa-Nord See
- Gröberner See
- Hufeisensee (Halle)
- Hindenberger See
- Großkayna See

### Thüringen
- Haselbacher See
- Zechau III

## Baggerseen in Österreich (Auswahl)
Baggerseen werden in Österreich auch Schotterteiche und Schottergruben bzw. Schottergrubenseen genannt. Sie werden als Naherholungsgebiete genutzt und bieten je nach See Freizeitaktivitäten wie Baden, Wassersport, Angeln oder Camping.

### Burgenland
- Badesee Rauchwart
- Naturbadesee Königsdorf

### Kärnten
- Silbersee in Villach

### Niederösterreich
- Achtersee
- Anemonenesse
- Badeteich Laxenburg
- Föhrensee in Wiener Neustadt
- Windradlteich Guntramsdorf

### Oberösterreich
- Feldkirchner Badesee
- Jetlake
- Ödter See in Traun
- Pleschinger See

### Steiermark
- Röcksee
- Tieber See bei Graz-Röthelstein

### Tirol
- Badesee Rossau in Innsbruck

### Vorarlberg
- Baggersee Paspels

### Wien
- Badeteich Hirschstetten

## Baggerseen in der Schweiz (Auswahl)
Baggerseen sind in der Schweiz seit den 1990er Jahren verboten. Diese Regelung dient dem Schutz des Grundwassers und der Trinkwasserversorgung. Die wenigen existierenden Baggerseen, in denen Baden meistens möglich ist, entstanden vor dem Baggersee-Verbot.

### Kanton Bern
- Depotseeli/Baggerseeli, Bönigen
- Funtenensee (auch Junzlensee oder Hüsenbach Baggersee), Meiringen
- Meienriedseeli, Meienried / Büren an der Aare
- Pintlisee, Heimberg

### Kanton Graubünden
- Caluori Weiher, Trimmis
- Trimmiser Badesee, Trimmis
- Odis/Oldis, Haldenstein
- Zizerser Weiher, Zizers

### Kanton Schwyz
- Hirschlensee, Reichenburg

### Kanton St. Gallen
- Baggersee Bruggerhorn, St. Margrethen
- Baggersee Kriessern
- Eselschwanzweiher, St. Margrethen, Naturschutzgebiet, kein Badebetrieb

### Kanton Wallis
- Lac de la Brèche, Sierre